# Orós Bajo
Orós Bajo (en aragonés Orós Baxo) es una localidad española perteneciente al municipio de Biescas, en el Alto Gállego, provincia de Huesca, Aragón. Se localiza en la orilla izquierda del río Gállego.Se encuentra a 62 km de Huesca y a 14 km de Sabiñánigo.

## Demografía
Este pequeño núcleo rural tiene una población fija de 22 habitantes (15 varones y 7 mujeres) INE 2024, cifra que aumenta de forma considerable en verano, con las vacaciones.

## Monumentos
La iglesia de Santa Eulalia de arte Mozárabe forma parte de las Iglesias de Serrablo, conjunto de 14 templos construidos entre mitad del siglo X y mediados del XI. Estos templos son de las iglesias cristianas más antiguas que se conservan en España.
El conjunto arquitectónico pirenaico y la magnífica cascada que se erige dentro del cañón por el que discurre el Barranco d'os Lucás son dos de los atractivos del núcleo.

## Situación
Se encuentra en el comienzo del Valle de Tena, uno de los más bonitos del Pirineo.

## Geografía

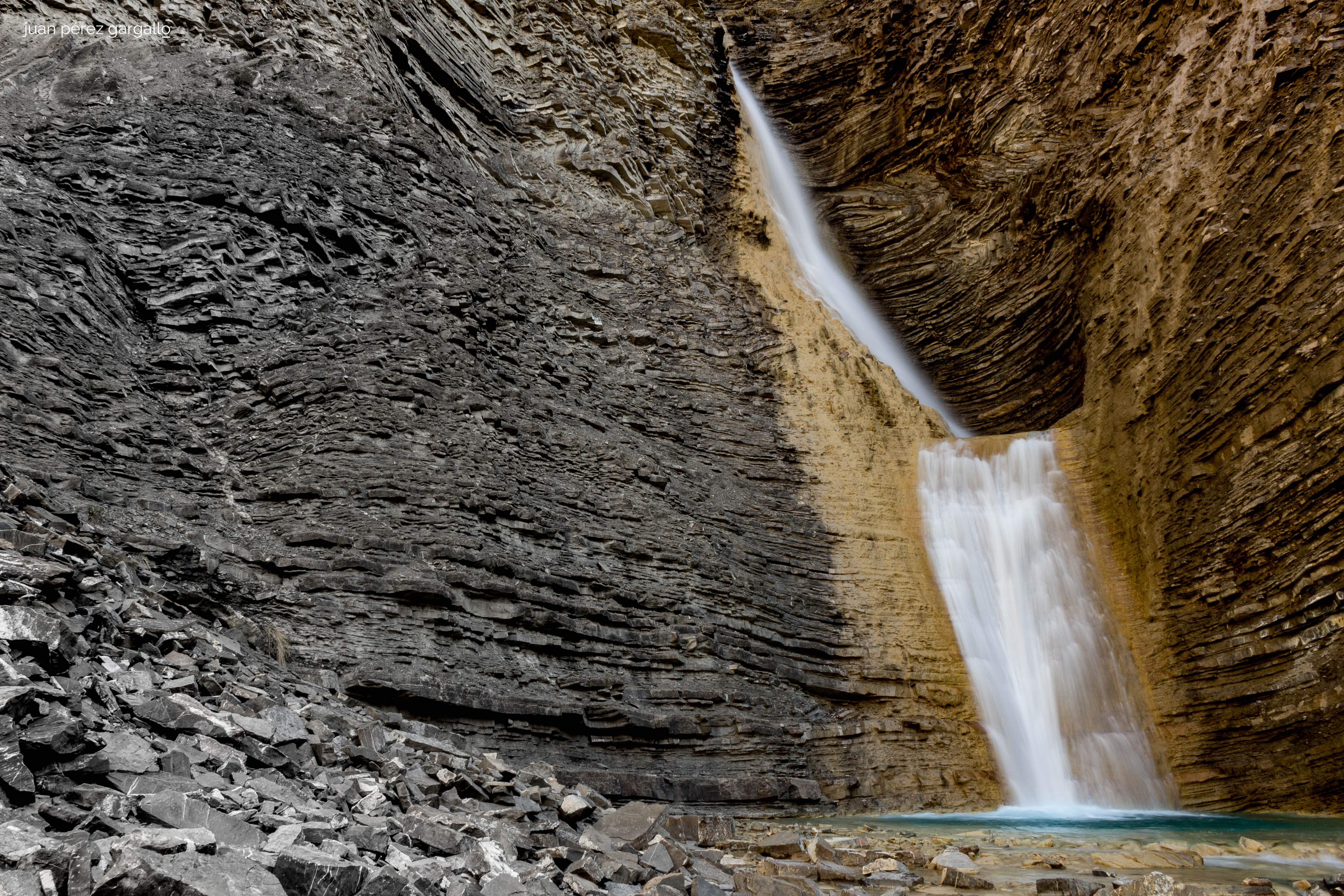
Cascada de Os Lucás

A 1 kilómetro del núcleo rural se encuentra la cascada de Os Lucás, muy visitada por turistas y barranquistas.